# Route nationale 565
Pour les articles homonymes, voir Route nationale 565 (homonymie).
La route nationale 565, ou RN 565 était une route nationale française reliant Plan-du-Var, commune de Levens, à Rimplas.

## Histoire
À la suite de la réforme de 1972, la RN 565 a été déclassée en route départementale 2565 (RD 2565).
En 2012, la RD 2565 devient route métropolitaine 2565 (M 2565) car faisant partie de la métropole Nice Côte d'Azur qui s'étend de la mer à la frontière italienne.

## De Plan-du-Var à Rimplas (M 2565)
Les communes traversées sont :
- Plan-du-Var (commune de Levens) (km 0) ;
- Saint-Jean-la-Rivière (commune d'Utelle) (km 10) ;
- Lantosque (km 19) ;
- Roquebillière-Vieux (km 25) ;
- Saint-Martin-Vésubie (km 34) ;
- Col Saint-Martin (1 500 m) ;
- Valdeblore (km 45) ;
- Rimplas (km 59).

## Cartouche métropolitain
La métropole Nice Côte d'Azur a mis en place en 2012 un nouveau type de cartouche pour identifier les routes relevant de sa compétence,, celui-ci : . Ce cartouche a été généralisé à toute la France par un arrêté ministériel du 12 décembre 2018. Depuis, plusieurs autres métropoles l'utilisent.